# Aléos
Dans la mythologie grecque, Aléos  (en grec ancien Ἀλεός / Aleós)  est roi de la cité de Tégée, en Arcadie.

## Mythe

### Ascendance
Aléaos est le fils d’Aphéidas et le petit-fils d'Arcas (le héros éponyme de l'Arcadie). 

### Descendance
Aléos a trois fils : Lycurgue, Céphée et Amphidamas, et une fille, Augé. Augé s'unit avec Héraclès et devient la mère de Télèphe. Céphée et Amphidamas prennent part à l'expédition des Argonautes. Lycurgue, lui, ne prend pas part à l’expédition, et devient le successeur de son père sur le trône d'Arcadie. Lycurgue engendre lui-même un fils, Ancée, qui lui succède. Quand Ancée est tué par le sanglier de Calydon, c'est finalement le fils de Céphée qui succède à Lycurgue.